# 伯姆盧
伯姆盧（挪威語：Bømlo）是挪威的一個市镇，位於韦斯特兰郡，行政中心为斯沃爾特蘭村。市镇面积为247平方公里，人口数量为11,957人（2020年），人口密度为每平方公里50.8人。